# Сомонтин
Сомонтин (на испански: Somontín) е населено място и община в Испания. Намира се в провинция Алмерия, в състава на автономната област Андалусия. Общината влиза в състава на района (комарка) Вале дел Алмансора. Заема площ от 19 km². Населението му е 525 души (по данни от 2010 г.). Разстоянието до административния център на провинцията е 116 km.

## Демография
| 1998 | 1999 | 2000 | 2001 | 2002 | 2003 | 2004 | 2005 | 2006 | 2007 |
| ---- | ---- | ---- | ---- | ---- | ---- | ---- | ---- | ---- | ---- |
| 500  | 492  | 509  | 506  | 508  | 501  | 530  | 515  | 529  | 543  |